# インスペック
インスペック株式会社は、秋田県仙北市に本社を置く半導体検査装置メーカー。

## 概要
半導体パッケージ基板や精密配線板の外観検査装置の専業メーカーとして事業を行っている。
社名は、英語の「inspection（検査）」に由来し、社名を聞いて事業が分かるようにと社内公募で選ばれた。
近年は業績が低迷し、2013年4月期には債務超過に陥っていたが、第三者割当増資を実施して債務超過を解消した。
しかし、同時期に上場維持を目的として時価総額3億円を保つため、社員に株式を買わせた行為が、金融商品取引法に違反するとして、証券取引等監視委員会が金融庁に勧告を行い、同社は金融庁から課徴金納付命令を受けた。

## 沿革
- 1984年1月 - 電子部品組立を事業目的として太洋製作所創業。
- 1988年5月 - 秋田県仙北郡（現：仙北市）角館町西長野に有限会社太洋製作所設立。
- 1991年
  - 6月 - 株式会社太洋製作所に組織変更。
  - 10月 - 秋田県仙北郡（現：仙北市）角館町雲然に本社移転。
- 1997年5月 - 株式会社大洋製作所に商号変更。
- 2001年1月 - インスペック株式会社に商号変更。
- 2003年3月 - 東京都港区に東京オフィス開設。
- 2006年
  - 6月 - 東京証券取引所マザーズ市場に上場。
  - 10月 - 本社工場増改築工事竣工。
- 2013年9月 - 台湾に現地法人「台湾英視股份有限公司」(英文名：Inspec Taiwan Inc.)を設立。
- 2015年3月30日 - スイスのプリント基板製造装置メーカー、ファーストEIEの株式51%を取得。連結子会社化[6]。
- 2017年9月1日 - 市場選択制度により東京証券取引所第二部に市場変更。

## 関係会社
- クラーロ株式会社
- First EIE SA
- Inspec Taiwan Inc.